# Theodore St. John
Theodore St. John (Geburtsname: Theodore S. Cox; * 27. September 1906 in New York City, New York; † 9. Januar 1956 in Northampton, Massachusetts) war ein US-amerikanischer Drehbuchautor, der bei der Oscarverleihung 1953 einen Oscar für die beste Originalgeschichte gewann.

## Leben
Theodore St. John leistete während des Zweiten Weltkrieges seinen Militärdienst als Oberleutnant in der US Army. Zwischen 1942 und 1953 war er lediglich bei drei Filmen Mitautor der Drehbücher und Vorlagen.
Bei der Oscarverleihung 1953 gewann er zusammen mit Fredric M. Frank und Frank Cavett den Oscar für die beste Originalgeschichte für Die größte Schau der Welt (1952) von Cecil B. DeMille mit Betty Hutton, Cornel Wilde und Charlton Heston in den Hauptrollen.
Nach seinem Tod durch Suizid wurde er auf dem Long Island National Cemetery beigesetzt.

## Filmografie
- 1942: Piraten im karibischen Meer
- 1952: Die größte Schau der Welt (The greatest show on earth)
- 1953: Brennpunkt Algier (Fort Algiers)

## Auszeichnungen
- 1953: Oscar für die beste Originalgeschichte